# Baie Nettlé
Baie Nettlé är en vik i den västra delen av Saint-Martin, cirka 2,5 kilometer väster om huvudorten Marigot.